# Orahova (Kotor Varoš)
Pour les articles homonymes, voir Orahova.
Orahova (en serbe cyrillique : Орахова) est un village de Bosnie-Herzégovine. Il est situé dans la municipalité de Kotor Varoš et dans la république serbe de Bosnie. Selon les premiers résultats du recensement bosnien de 2013, il compte 302 habitants.

## Démographie

### Évolution historique de la population dans la localité
| 1948 | 1953 | 1961  | 1971  | 1981  | 1991  | 2013 |
| ---- | ---- | ----- | ----- | ----- | ----- | ---- |
| -    | -    | 1 088 | 1 401 | 1 620 | 1 612 | 302  |

|  |